# Andrzej Maj (samorządowiec)
Andrzej Maj (ur. 31 lipca 1974 w Kraśniku) – polski samorządowiec i urzędnik, w latach 2013–2018 starosta powiatu kraśnickiego, od 2024 wicewojewoda lubelski.

## Życiorys
Ukończył studia agronomiczne na Akademii Rolniczej w Lublinie. Kształcił się tam podyplomowo w zakresie zarządzania w agrobiznesie oraz w zakresie zarządzania w administracji rządowej i samorządowej (Wyższa Szkoła Przedsiębiorczości i Administracji w Lublinie). Pracował w starostwie powiatowym w Kraśniku. Od 2002 kierował kraśnickim biurem Agencji Restrukturyzacji i Modernizacji Rolnictwa, zaś od 2008 do 2013 był zastępcą dyrektora ARiMR w województwie lubelskim. W 2019 został prezesem Kraśnickiego Przedsiębiorstwa Mieszkaniowego. 
Zaangażował się w działalność polityczną w ramach Polskiego Stronnictwa Ludowego, wszedł w skład jego Rady Naczelnej. Zasiadał w radzie miejskiej Kraśnika, został do niej wybrany niej w 2002. W 2010, 2014 i 2018 wybierany do rady powiatu kraśnickiego. W sierpniu 2013 objął funkcję starosty kraśnickiego, pozostał nim do listopada 2018. Później kierował klubem radnych PSL. Kandydował także do Sejmu w 2023. 16 stycznia 2024 powołany na stanowisko drugiego wicewojewody lubelskiego. W 2024 został ponownie wybrany do rady powiatu, jednak zrezygnował z mandatu, pozostając na stanowisku wicewojewody.